# 99581 Egal
99581 Egal è un asteroide della fascia principale. Scoperto nel 2002, presenta un'orbita caratterizzata da un semiasse maggiore pari a 3,1521097 au e da un'eccentricità di 0,3182827, inclinata di 24,26336° rispetto all'eclittica.